# Marwahin
Marwahin (arab. مروحين) – wieś położona w jednostce administracyjnej Kada Tyr, w Dystrykcie Południowym w Libanie.

## Położenie
Wioska Marwahin jest położona na wysokości 660 metrów n.p.m. na południowo-zachodnich zboczach góry (740 m n.p.m.). Po stronie południowo-wschodniej jest przełęcz, którą przebiega granica libańsko-izraelska. Okoliczne wzgórza są w większości zalesione. Teren opada w kierunku północno-zachodnim ku wybrzeżu Morza Śródziemnego. W otoczeniu Marwahin leżą wioski Al-Bustan, Umm at-Tut, Szihin, Salihani i Ramja. Przy szczycie góry Har Manor po stronie izraelskiej znajduje się wojskowy posterunek obserwacyjny Sił Obronnych Izraela z bazą Boustane. Tuż obok jest punkt obserwacyjny międzynarodowych sił pokojowych UNIFIL. Jeszcze dalej na wschodzie znajduje się izraelska baza wojskowa Zar'it. Po stronie izraelskiej są położone moszawy Zarit i Szomera.

## Historia
Podczas II wojny libańskiej w 2006 roku obszar wioski był miejscem ciężkich walk prowadzonych przez izraelską armię z siłami organizacji Hezbollah. Od samego początku wojny mieszkańcy zgłaszali przypadki naruszenia praw człowieka do Human Rights Watch. W dniu 15 lipca 2006 roku izraelscy żołnierze wydali rozkaz mieszkańcom wioski do opuszczenia przygranicznej strefy walk. Pomimo to, izraelski helikopter bojowy AH-64 Apache ostrzelał samochody z cywilami wyjeżdżającymi z wioski. Zginęły 2 kobiety i 3 dzieci. Ocalały 2 osoby, które udawały zabitych. Izraelczycy podejrzewali, że samochodem uciekają bojownicy Hezbollahu. W dniu 17 lipca 2006 roku Human Rights Watch zażądało od Sił Obronnych Izraela wszczęcia dochodzenia w sprawie incydentu. Dochodzenia jednak nie przeprowadzono, ponieważ pilot musiałby stanąć przed sądem wojskowym. Izraelczycy wydali jedynie oświadczenie: 
„Obszar południowego Libanu w pobliżu miasta Tyr był używany przez organizację terrorystyczną Hezbollah jako podstawa do wystrzeliwania rakiet na terytorium Izraela. Siły Obronne Izraela żałują ofiar cywilnych podczas działań operacyjnych w obszarze wystrzeliwanych rakiet”.
W kolejnych dniach Marwahin zajęła izraelska jednostka wojskowa złożona z żołnierzy druzyjskich. Podczas walk zniszczonych zostało wiele domów. Ogółem w wiosce zginęło 18 cywili. Media określiły to jako „masakrę Marwahin”.

## Gospodarka
Lokalna gospodarka opiera się na rolnictwie.